# Tupin-et-Semons
Tupin-et-Semons es una comuna francesa situada en el departamento del Ródano, en la región de Auvernia-Ródano-Alpes.

## Demografía
| 244 | 248 | 272 | 327 | 398 | 441 | 647 |
| Para los censos de 1962 a 1999 la población legal corresponde a la población sin duplicidades (Fuente: INSEE [Consultar]) |     |     |     |     |     |     |